# Софія Конья
Софія Конья (угор. Zsófia Kónya, нар. 6 лютого 1995, Сегед, Угорщина) — угорська шорт-трекістка, бронзова призерка Олімпійських ігор 2022 року.

## Олімпійські ігри
| Рік  | Місто                     | 500 метрів | 1000 метрів | 1500 метрів | Е | ЗЕ  |
| ---- | ------------------------- | ---------- | ----------- | ----------- | - | --- |
| 2014 | Сочі, Росія               | —          | —           | 30          | 6 | Н/Д |
| 2018 | Пхьончхан, Південна Корея | —          | —           | —           | 4 | Н/Д |
| 2022 | Пекін, Китай              |            |             |             |   | 2   |